# Batalla de Mocha
La Batalla de Mocha fue un enfrentamiento bélico acaecido el 2 de septiembre de 1812 en los alrededores de la ciudad de Mocha, en la actual provincia ecuatoriana de Tungurahua, al sur de la ciudad de Ambato. En esta batalla se enfrentaron los ejércitos del Estado de Quito, comandados por el coronel Feliciano Checa y Barba, y los del Imperio español, dirigidos por el general Toribio Montes.

## Antecedentes
El 11 de diciembre de 1811, se instaló el Congreso Constituyente del Estado de Quito y se declaró la independencia total del Reino de España. Poco después, se proclamó una constitución conocida como Pacto solemne el 15 de febrero de 1812. Sin embargo, el gobierno revolucionario estaba en crisis con enemigos monárquicos al norte (San Juan de Pasto) y al sur (Guayaquil y Cuenca), y dividido internamente entre los partidarios de Carlos de Montúfar y los de Jacinto Sánchez de Orellana.
Ante el nuevo gobierno de Quito, las provincias de Guayaquil, Loja, Riobamba y Cuenca se habían pronunciado a favor del gobierno realista. Dependían militarmente del apoyo del Virreinato del Perú.
El 9 de julio, presidente de la Real Audiencia de Quito y capitán general Joaquín de Molina y Zulueta, debido a su mala salud fue reemplazado por orden del Consejo de Regencia con el teniente general o mariscal de campo Toribio Montes, quien desempeñaba como subinspector de las tropas reales en el Perú. El nombramiento dio nuevos ánimos a los realistas. Se le dieron cien mil pesos de la Caja del Tesoro de Lima para mantener, entrenar, pagar y equipar a los soldados.
Montes desembarcó en Guayaquil con algunos refuerzos entregados por el virrey peruano José Fernando de Abascal y de inmediato empezó a preparar una expedición en ese puerto. Reunió milicianos y al regimiento Real de Lima, una unidad de línea, con los que marchó hacia Guaranda. Al mismo tiempo, ordenaba el envío de tropas desde Cuenca a Riobamba a las órdenes del coronel Juan de Sámano. El 25 de julio, la vanguardia realista, al mando del teniente coronel Alejandro Eagard, se enfrentó a las defensas patriotas en Chimbo, dirigidas por el coronel Manuel Arredondo y Mioño. El coronel patriota huyó y sólo la intervención del doctor Antonio Arce con jóvenes estudiantes recién reclutados permitieron robarle la victoria a los monárquicos. Sin embargo, los defensores habían agotado sus municiones y debieron retirarse a Guaranda. Eagard murió en el combate. Poco después, Montes unía a su columna la división de Sámano en Riobamba.

## Fuerzas enfrentadas

### Realistas
Originalmente, la expedición de Montes se componía de 600 milicianos de Guayaquil y 300 del regimiento Real de Lima. Después de incorporar a los refuerzos de Sámano, la fuerza sumaba 2000 efectivos según historiadores como Bartolomé Mitre, José Manuel Restrepo, Carlos Benedetti, Constancio Franco Vargas y Francisco Antonio Encina. En cambio, Nicolás González Chávez habla de 2400 soldados de excelente calidad. Julián Fuentes-Figueroa Rodríguez los eleva a 3500, de los que 1000 eran indígenas. Jorge Salvador Lara creía que tres cuartos eran guayaquileños y sólo 156 infantes y 46 jinetes habían sido enviados desde Lima (sin contar oficiales). Restrepo los distribuye de la siguiente manera: 1550 infantes, 450 dragones a caballo y 11 cañones de varios calibres. Pedro Fermín Cevallos, basándose en el oficio que escribió Montes para el virrey Montalvo el 6 de abril de 1813, el ejército pacificador se componía de 202 plazas del regimiento Infante Don Carlos, 106 del de Lima, 89 del batallón Pardos de Lima, 418 de las milicias de Guayaquil y 1860 de las milicias urbanas de Cuenca, estas últimas aportadas por Sámano. En total, 2675 soldados. El doctor y ayudante general Agustín Salazar y Lozano, quien sirvió en la campaña para los independentistas, afirma que las fuerzas de Montes contaban con 4000 hombres, incluyendo 650 dragones a caballo, y «1000 indios para, el servicio de segundo orden fuera del de línea». En esto último Cevallos está completamente de acuerdo con él.

### Patriotas
Los patriotas suelen ser estimados en un número mucho mayor, aunque la mayoría indios armados con lanzas, cuchillos o palos y de escasa utilidad militar. En cambio, tanto Restrepo como González Chávez, Encina y otros señalan que alcanzaban los 6000 defensores, tanto a pie como a caballo. Encina afirma que eran «casi en su totalidad indios armados de lanzas». Celiano Monge, Cevallos y Salazar dan una cifra más baja, apenas 2900 combatientes y 341 indios de servicio. Se basan en un oficio del vicepresidente del Congreso Ciudadano, Mariano Guillermo Valdivieso, a la comandancia general y las listas originales de la revista pasada en Mocha el 13 de agosto de ese año. En esas fuentes se habla de 2938 hombres: 820 fusileros, 83 jinetes ligeros veteranos, 828 milicianos rurales a caballo, 178 artilleros y el resto milicias de infantería mal armadas, más los indígenas de servicio civil. Al parecer, en otro oficio del 14 de agosto, el mismo Valdivieso estima que en Mocha debía haber 3000 hombres, aunque reconoce que en cartas privadas que el total bien podría pasar los 5000, sin embargo, muchos de esos efectivos estarían distribuidos en otros puntos del territorio y no participaron de la batalla.
Solamente unos pocos tenían fusiles y menos aún sabían usarlos adecuadamente, 500 a 1000. La mayoría eran soldados bisoños y sus oficiales carecían de experiencia.

## Combate

### Campo de batalla
Los independentistas concentraron sus fuerzas en Ambato y, principalmente, en Mocha. Este último es el punto donde se unen los caminos que llevan a Quito desde Cuenca y Guaranda. Ahí los patriotas ocuparon posiciones instalando 6 baterías de artillería. Era una «aldeilla» situada en una de las faldas del Carihuairazo, al sur de la cual transcurre un riachuelo de oeste a este procedente de dicho monte y el Chimborazo. El cauce es hondo y forma barrancos en las orillas contiguas al pueblo pero en otros puntos ofrece varios pasos.
Los independentistas se habían atrincherado en sólidas posiciones y llamaban al lugar «el gran fuerte de Mocha» o «insuperable fortaleza del campamento». Esta seguridad sólo hizo confiarse aun más a los oficiales independentistas, especialmente al coronel Feliciano Checa y Barba, quien había elegido el lugar y pretendió formar una línea defensiva de 3 leguas con el ejército, incluyendo a los indígenas mal armados.

### Días previos
Los patriotas movilizaron partidas de jinetes que recorrían desde Mocha hasta Quero y Tisaleo. Estaban organizadas como compañías y contaban con su propio tren de bagaje, siendo sus jefes oficiales, clérigos y frailes que se despreocuparon de sus deberes militares. Iban visitando una hacienda a otra para dedicarse a festejar, tocar música con guitarras y establecer garitos en los alrededores del campamento.
El capitán Ramón Chiriboga salió con una avanzadilla de 40 jinetes para vigilar a los realistas en el camino real a San Andrés, donde estaba el ejército monárquico, pero en el páramo de Pazguazo se encontró con un número similar de soldados enemigos a caballo. Chiriboga se adueño del campo y mató a algunos realistas. Al día siguiente, el capitán independentista sale con sus 40 jinetes al mismo páramo y en un nuevo combate consiguió capturar 20 a 35 prisioneros. Esto obligó al día siguiente a Montes a acampar en la finca Mochopata, al sur del riachuelo. El capitán Carlos Larrea estaba en la vecina hacienda Hatillo con la misión de vigilar el camino real. En cuanto vio a la hueste de Montes ordenó recibirla con fuego de metralla por los cañones, lo que fue respondido de igual modo por sus enemigos. Sin embargo, el comandante general se confió demasiado y su gran, limpia, blanca y bien iluminada tienda de campaña era fácilmente reconocible, lo que fue aprovechado por Larrea para acercarse con dos cañones durante la noche y bombardearla. Una bala agarró de lleno el cuerpo de un pajo que llevaba una fuente de viandas y acababa de colocarla sobre la mesa de comer. Al darse cuenta del peligro, Montes hizo apagar las luces del lugar. Después de estos acontecimientos, Montes pasó dos días explorando el área para evitar nuevas sorpresas desagradables y al tercero avanzó.

### Enfrentamiento
El 2 de septiembre, muy temprano en la mañana, el comandante general Montes organizó a algunos cuerpos de infantería, 200 a 300 soldados, en el punto Piedra, a dos o tres cuartos de legua de un puente por donde se cruza el riachuelo a Mocha. Al llegar a las inmediaciones del pueblo ordenó un ataque inmediato. Sometieron a un intenso fuego a sus enemigos, pero Piedra era defendido por los oficiales Manuel Lana, Tomás Sevilla y Salvador Bamonde y sus soldados, quienes resistieron valientemente el ataque por media hora hasta ceder cuando la artillería realista llegó al lugar y empezó a ayudar a su infantería. Los vencedores pasaron a cuchillo a todo patriota para infundir temor.
Gracias a esta acción, los monárquicos pudieron flanquear por la derecha las defensas y evitar la artillería. Los patriotas entraron en pánico y abandonaron sus fusiles, cañones, municiones y equipajes para huir a donde pueden. Así los realistas se hicieron con las posiciones y forzaron a los independentistas a retirarse apresuradamente hacia el Valle de Los Chillos. Si Montes hubiese podido aprovechar ese desorden y atacar, habría destruido a la turba en que se convirtió la fuerza enemiga. Los vencidos siguieron con su repliegue hasta la quebrada Jalupana y el pueblo de Santa Rosa, donde tenían fuertes fortificaciones coronadas con artillería. Cevallos dice que la lucha duró una media hora, en cambio, Monge habría sido unas pocas horas.
En esta acción destaca la quiteña Josefa Sáenz de Vergara, tía de la posterior heroína independentista Manuela Sáenz, esposa del oidor Francisco Javier Manzanos, acérrima realista, quien luchó junto a los soldados monárquicos en venganza por haber sido encarcelada en un convento y que al fugarse se unió a la división de Sámano. Fue la primera en entrar en Mocha portando la bandera real mientras tocaban las campanas de las iglesias, señal que hizo huir a los patriotas en las cercanías. Otra fuente dice que fue ella quien subió a la torre del templo local y se puso a tocar la campana como señal de victoria. Montes la felicitó después de la batalla y la hizo recompensar con cuidados y privilegios.
Se debe mencionar que cuando los realistas entraron en la plaza de armas de la localidad, un vecino de Ambato, un anciano armado con una escopeta de doble cañón le disparó a un grupo de soldados realistas al grito de: «¡Viva la patria! ¡Abajo el rey!». Su nombre era Joaquín Hevia o José Hérvas y fue inmediatamente fulminado por una ráfaga de fusiles que le llegó en respuesta.

## Consecuencias

### Bajas
Los patriotas abandonaron municiones, víveres, numerosos fusiles y 6 a 7 piezas de artillería. Respecto al número de vencidos muertos, las estimaciones van de 65 a 75. Otros 200 independentistas fueron tomados prisioneros. Aunque la batalla pareció insignificante por las pocas bajas, en realidad fue muy importante porque desmoralizó a los patriotas completamente.

### Retirada
Un día después de la batalla, Montes levantó su campamento y se dirigió a Latacunga, donde había huido sus enemigos. Los vencedores ocuparon sin resistencia las plazas de Ambato y Latacunga. Entre tanto, algunas partidas patriotas, medio organizadas todavía, abandonaron sus armas y tomaron la vía de Pillaro y huyeron detrás de la cordillera de Llanganate. Los miembros de la Diputación de guerra, testigos del desastre, separaron del mando a Checa y nombraron en su lugar a un teniente coronel, doctor Antonio Ante, quien era valiente pero sin conocimientos militares. Checa tuvo la dignidad de recomendar que se diera el mando absoluto a Montúfar, miembro de la una facción política rival.
Montufar reorganizó a sus soldados en la profunda quebrada de costados perpendiculares de Jalupana, cruzada por torrentes y que cubría el camino a Quito. Tenía 6000 hombres para defenderla. El ejército realista estuvo un mes ante esa posición sin moverse por carecer de bagajes para el transporte. Hubo que esperar que los suministrara Martín Chiriboga, quien luego fue nombrado corregidor de Riobamba. Durante ese tiempo, Montes envió a algunas guerrillas a explorar el terreno. El jefe de estas unidades fue el teniente coronel Manuel Matheu, quien consiguió vencer en la mayoría de sus incursiones. Una de ellas atacó a una partida enemiga cerca de la hacienda San José, propiedad de la marquesa de Maenza. La casa fue abandonada en cuanto se acercaron las tropas monárquicas y se encontraron una espléndida comida lista, lo que indicaba la precipitación de quienes huyeron.

### Fin de la campaña
El 23 de octubre, Montes, guiado por un local llamado Andrés Salvador, decidió seguir una ruta por la cordillera occidental y flanqueo la izquierda patriota para evitar las fortificaciones. Los realistas treparon el nudo andino de Chisinche para llegar a la meseta de Quito por nueve días. Pasaron por el cráter del volcán Ninahuilca y las faldas de la montaña Corazón. Amenazando con cortar la retaguardia patriota, Montúfar debió retirarse a la capital mientras Montes ocupaba los altos de Belén, al pie del Pichincha.
El 3 de noviembre, realistas y patriotas volvieron a enfrentarse en El Panecillo y un día después Montes entraba victorioso en Quito.
Josefa Sáenz permaneció en Quito hasta 1822, cuando la derrota realista en Pichincha la obligó a mudarse a España, donde vivió el resto de sus días.

### Decimonónica
- Benedetti, Carlos (1887). Historia de Colombia. Lima: Imprenta del Universo de Carlos Prince.
- Cevallos, Pedro Fermín (1870). Resumen de la historia del Ecuador desde su orijen hasta 1845 III. Lima: Imprenta del Estado.
- Franco Vargas, Constancio (1881). Compendio de la historia de la revolución de Colombia: para el uso de las escuelas. Curso primero. La Independencia 1810 a 1819. Bogotá: Medardo Rivas.
- Galindo, Aníbal (1888). Las batallas decisivas de la libertad. París: Librería de Garnier hermanos.
- González Chávez, Nicolás (1879). Estudio cronológico de la guerra de la independencia de la antigua Colombia: Primera parte: Hechos militares I. París: A. Lahure.
- González Chávez, Nicolás (1880). Cuadros sinópticos de la guerra de la independencia de los Estados Unidos de Colombia. París: A. Lahure.
- Mitre, Bartolomé (1890). Historia de San Martín y de la emancipación sud-americana (1890) III. Buenos Aires: Félix Lajouane.
- Restrepo, José Manuel (1858). Historia de la revolución de República de Colombia en la América meridional I. Besazón: Imprenta de José Jacquin.
- Salazar y Lozano, Agustín (1910). Recuerdos de los sucesos principales de la revolución de Quito. Desde 1809 hasta el de 1814. Quito: Imprenta y Encuadernación Nacionales. Reimpresión de texto originalmente publicado en 1824.
- Torrente, Mariano (1829). Historia de la revolución hispano-americana I. Madrid: Imprenta de León de Amarita.

### Moderna
- Alarcón Costta, César (2013). «Combates y protagonistas provincia de Bolívar, siglo XIX». Boletín de la Academia Nacional de Historia Militar (6): 299-326.
- Chacón Izurieta, Galo E. (2002). Las guerras de Quito, por su independencia: orígenes del estado ecuatoriano y su ejército. Quito: Centro de Estudios Históricos del Ejército. ISBN 9789978921876.
- Encina, Francisco Antonio (1954). Bolívar y la independencia de la América Española. Emancipación de Quito y Alto y Bajo Perú V. Santiago: Nascimiento.
- Encina, Francisco Antonio (1961). Bolívar y la independencia de la América española: Independencia de Nueva Granada y Venezuela (parte 1) III. Santiago: Nascimiento.
- Fuentes-Figueroa Rodríguez, Julián (1974). La emancipación del Ecuador: El Libertador y Sucre en el Sur I. Caracas: Gráficas Herpa.
- Hamnett, Brian R. (2002). «La política contrarrevolucionaria del virrey Abascal: Perú, 1806-1816». Las guerras de independencia en la América española. Zamora: El colegio de Michoacán. pp. 183-192. ISBN 9789706790699.
- Monge, Celiano (1928). «Capítulo V. Ambato en las guerras de independencia». La Provincia de Tungurahua en 1928: obra de propaganda seccional. Ambato: Raza Latina. pp. 63-84.
- Pareja Ortiz (2018). Epistolario de José María Mosquera y Figueroa. Chía: Universidad de La Sabana. ISBN 9789581204984.
- Pareja y Díez Canseco, Alfredo (1954). Historia del Ecuador: De la independencia a la república de 1895 II. Quito: Casa de la Cultura Ecuatoriana.
- Salvador Lara, Jorge (1982). La Revolución de Quito, 1809-1822, según los primeros relatos e historias por autores extranjeros. Quito: Corporación Editora Nacional.

### Artículos
- Avilés Pino, Efrén (1998). «Montúfar, Crnel. Carlos». Enciclopedia del Ecuador VI. Guayaquil: Editorial de la Universidad Católica Santiago de Guayaquil.
- Núñez del Arco, Francisco (2012). «María Antonia Bolívar y Josefa Sáenz: ¡por Dios, por la patria y el Rey!». Historia Secreta de América (19). Quito: Coterraneus.
- Soasti, Guadalupe; Noboa, Elena (2009a). El retorno al proyecto de la corona. Propuesta de innovación de la exposición permanente “De Quito al Ecuador”. Quito: Centro Cultural Metropolitano. Consultado el 2 de abril de 2013. Archivado desde el original el 7 de marzo de 2013.
- Soasti, Guadalupe; Noboa, Elena (2009b). Biografías: Toribio Montes y Melchor de Aymerich. Información Complementaria a la muestra "De Quito al Ecuador". Quito: Centro Cultural Metropolitano. Consultado el 2 de abril de 2013. Archivado desde el original el 30 de agosto de 2021.

- Datos: Q10858449